# Đại Hưng An

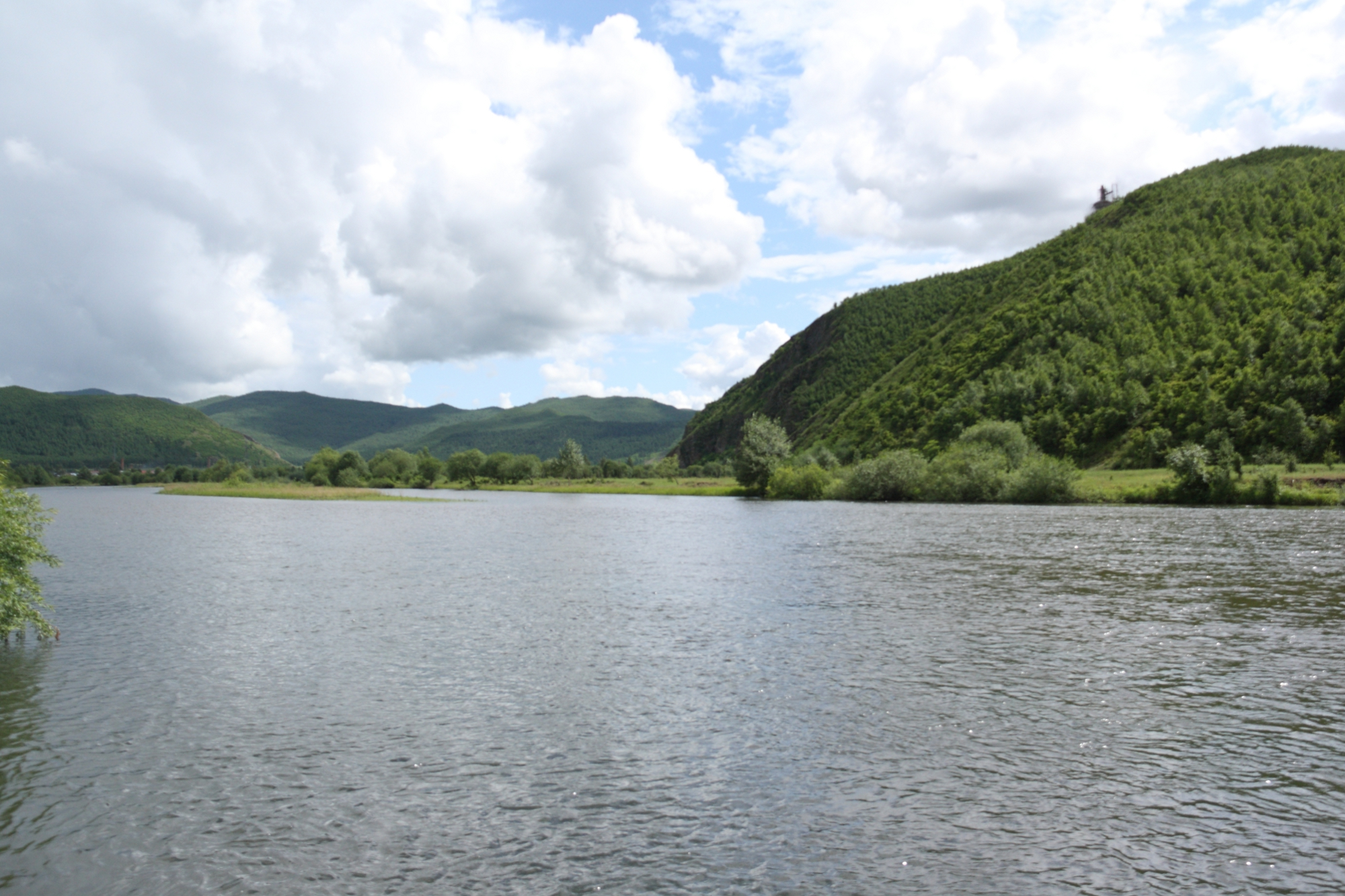
Dãy núi Đại Hưng An Phía đông bắc ở Trung Quốc

Dãy núi Đại Hưng An hay Đại Hưng An Lĩnh (tiếng Trung giản thể: 大兴安岭, phồn thể: 大興安嶺, bính âm: Dáxīngānlǐng – Đại Hưng An Lĩnh; tiếng Mãn: Amba Hinggan), là một dãy núi nguồn gốc núi lửa nằm tại Nội Mông Cổ ở phía đông bắc Trung Quốc. Dãy núi này kéo dài khoảng 1.200 km từ phía bắc xuống phía nam, hẹp lại ở phía nam. Nó chia cắt khu vực đồng bằng Hoa Bắc ở miền đông bắc Trung Quốc tại phía đông ra khỏi cao nguyên Mông Cổ ở phía tây. Khu vực này có độ cao trung bình khoảng 1.200-1.300 m, với đỉnh cao nhất là 2.035 m.
Dãy núi này có nhiều rừng. Trong vai trò của một khu vực sinh thái, nó đáng chú ý vì quần thực vật Dauria của mình, là sự chuyển tiếp từ quần thực vật Siberia sang quần thực vật Mãn Châu.
Các sườn núi của nó tương đối nhiều khu vực có cỏ và là khu vực mà người Khiết Đan (Khất Đan) đã nổi lên trước khi thành lập nhà Liêu vào thế kỷ 10.